# San Pablo La Laguna
San Pablo La Laguna («San Pablo»: en honor a su santo patrono Pablo de Tarso; «La Laguna»: por su ubicación geográfica próxima al lago de Atitlán) es un municipio del departamento de Sololá de la región sur-occidente de la República de Guatemala.
Durante la época colonial fue parte de la encomienda de Atitlán, la cual estaba a cargo de los descendientes del conquistador Sancho de Barahona, entre quienes estuvo el primer presidente de la República Federal de Centro América, Manuel José Arce y Fagoaga.
Después de la Independencia de Centroamérica en 1821, San Pablo fue parte del departamento Sololá/Suchitépequez, y entre 1838 y 1840 fue parte del Estado de Los Altos que los crillos liberales establecieron en la región occidental de Guatemala tras el derrocamiento del gobernador Mariano Gálvez por la rebelión campesina liderada por el conservador mestizo Rafael Carrera.  Carrera recuperó el Estado de Los Altos por la fuerza en 1840 y San Pablo siguió siendo parte del departamento de Sololá/Suchitepéquez, hasta que luego del triunfo de la Reforma Liberal de 1871, dicho departamento fue dividido en varios departamentos más pequeños el 12 de agosto de 1872. En esa fecha, San Pablo La Laguna fue asignado al departamento de Sololá.
En el siglo xxi, el huracán Stan azotó Guatemala como huracán de categoría I y provocó considerables daños en el municipio.

## Toponimia
El topónimo «San Pablo» es en honor a San Pablo Apóstol; por otra parte, el municipio fue llamado «La Laguna» al igual que los otros municipios que tienen el mismo nombre a partir de 1643, debido a que el visitador Antonio Lara habría ordenado que todos los apellidos indígenas y los lugares geográficos fueran castellanizados.

## Geografía física
El municipio de San Pablo La Laguna es el municipio más pequeño que tiene el departamento de Sololá junto con Santa Clara La Laguna y San Marcos La Laguna. También lo convierte en uno de los más pequeños de Guatemala.

### Clima
La cabecera municipal de San Pablo La Laguna tiene clima tropical (Clasificación de Köppen: Aw).
| Parámetros climáticos promedio de San Pablo La Laguna | Parámetros climáticos promedio de San Pablo La Laguna | Parámetros climáticos promedio de San Pablo La Laguna | Parámetros climáticos promedio de San Pablo La Laguna | Parámetros climáticos promedio de San Pablo La Laguna | Parámetros climáticos promedio de San Pablo La Laguna | Parámetros climáticos promedio de San Pablo La Laguna | Parámetros climáticos promedio de San Pablo La Laguna | Parámetros climáticos promedio de San Pablo La Laguna | Parámetros climáticos promedio de San Pablo La Laguna | Parámetros climáticos promedio de San Pablo La Laguna | Parámetros climáticos promedio de San Pablo La Laguna | Parámetros climáticos promedio de San Pablo La Laguna | Parámetros climáticos promedio de San Pablo La Laguna |
| Mes                                                   | Ene.                                                  | Feb.                                                  | Mar.                                                  | Abr.                                                  | May.                                                  | Jun.                                                  | Jul.                                                  | Ago.                                                  | Sep.                                                  | Oct.                                                  | Nov.                                                  | Dic.                                                  | Anual                                                 |
| ----------------------------------------------------- | ----------------------------------------------------- | ----------------------------------------------------- | ----------------------------------------------------- | ----------------------------------------------------- | ----------------------------------------------------- | ----------------------------------------------------- | ----------------------------------------------------- | ----------------------------------------------------- | ----------------------------------------------------- | ----------------------------------------------------- | ----------------------------------------------------- | ----------------------------------------------------- | ----------------------------------------------------- |
| Temp. máx. media (°C)                                 | 25.8                                                  | 25.6                                                  | 26.4                                                  | 25.8                                                  | 25.7                                                  | 23.0                                                  | 24.5                                                  | 24.5                                                  | 24.1                                                  | 24.9                                                  | 25.5                                                  | 25.5                                                  | 25.1                                                  |
| Temp. media (°C)                                      | 19.0                                                  | 18.6                                                  | 19.5                                                  | 19.5                                                  | 19.9                                                  | 18.5                                                  | 19.2                                                  | 19.1                                                  | 18.9                                                  | 19.4                                                  | 19.2                                                  | 18.7                                                  | 19.1                                                  |
| Temp. mín. media (°C)                                 | 12.2                                                  | 11.7                                                  | 12.7                                                  | 13.3                                                  | 14.1                                                  | 14.0                                                  | 14.0                                                  | 13.7                                                  | 13.8                                                  | 14.0                                                  | 13.0                                                  | 12.0                                                  | 13.2                                                  |
| Precipitación total (mm)                              | 3                                                     | 18                                                    | 20                                                    | 51                                                    | 153                                                   | 374                                                   | 205                                                   | 212                                                   | 370                                                   | 223                                                   | 37                                                    | 15                                                    | 1681                                                  |
| Fuente: Climate-Data.org                              |                                                       |                                                       |                                                       |                                                       |                                                       |                                                       |                                                       |                                                       |                                                       |                                                       |                                                       |                                                       |                                                       |

### Ubicación geográfica
El municipio está prácticamente en el centro del departamento de Sololá; sus colindancias son:
- Norte: Santa Lucía Utatlán
- Sur: Lago Atitlán
- Este: San Marcos La Laguna
- Oeste=Santa Clara La Laguna
- Suroeste: San Juan La Laguna[11]

|                              | Norte: Santa Lucía Utatlán |                            |
| Oeste: Santa Clara La Laguna |                            | Este: San Marcos La Laguna |
| Suroeste: San Juan La Laguna | Sur: Lago Atitlán          |                            |

## Gobierno municipal
Los municipios se encuentran regulados en diversas leyes de la República, que establecen su forma de organización, lo relativo a la conformación de sus órganos administrativos y los tributos destinados para los mismos.  Aunque se trata de entidades autónomas, se encuentran sujetas a la legislación nacional. Las principales leyes que rigen a los municipios en Guatemala desde 1985 son:
| N.º | Ley                                                | Descripción |
| --- | -------------------------------------------------- | --- |
| 1   | Constitución Política de la República de Guatemala | Tiene una regulación legal específica para los municipios en los artículos 253 al 262. |
| 2   | Ley Electoral y de Partidos Políticos              | Ley de carácter constitucional aplicable a los municipios en el tema de la conformación de sus autoridades electas. |
| 3   | Código Municipal                                   | Decreto 12-2002 del Congreso de la República de Guatemala. Tiene la categoría de ley ordinaria y contiene preceptos generales aplicables a todos los municipios, e inclusive contiene legislación referente a la creación de los municipios.             |
| 4   | Ley de Servicio Municipal                          | Decreto 1-87 del Congreso de la República de Guatemala. Regula las relaciones entra la municipalidad y los servidores públicos en materia laboral. Tiene su base constitucional en el artículo 262 de la constitución que ordena la emisión de la misma. |
| 5   | Ley General de Descentralización                   | Decreto 14-2002 del Congreso de la República de Guatemala. Regula el deber constitucional del Estado, y por ende del municipio, de promover y aplicar la descentralización y desconcentración económica y administrativa.                                |

El gobierno de los municipios de Guatemala está a cargo de un Concejo Municipal mientras que el código municipal —que tiene carácter de ley ordinaria y contiene disposiciones que se aplican a todos los municipios de Guatemala— establece que «el concejo municipal es el órgano colegiado superior de deliberación y de decisión de los asuntos municipales […] y tiene su sede en la circunscripción de la cabecera municipal». Por último, el artículo 33 del mencionado código establece que «[le] corresponde con exclusividad al concejo municipal el ejercicio del gobierno del municipio».
El concejo municipal se integra con el alcalde, los síndicos y concejales, electos directamente por sufragio universal y secreto para un período de cuatro años, pudiendo ser reelectos.
Existen también las Alcaldías Auxiliares, los Comités Comunitarios de Desarrollo (COCODE), el Comité Municipal del Desarrollo (COMUDE), las asociaciones culturales y las comisiones de trabajo. Los alcaldes auxiliares son elegidos por las comunidades de acuerdo a sus principios, valores, procedimientos y tradiciones, estos se reúnen con el alcalde municipal el primer domingo de cada mes. Los Comités Comunitarios de Desarrollo y el Consejo Municipal de Desarrollo tiene como función organizar y facilitar la participación de las comunidades priorizando necesidades y problemas.
Los alcaldes que ha habido en el municipio son:
- 2012-2016: Juan Pi[13]
- 2016-2020: Sebastián Ixcayá Chipir[2]

## Historia

### Fundación de la encomienda

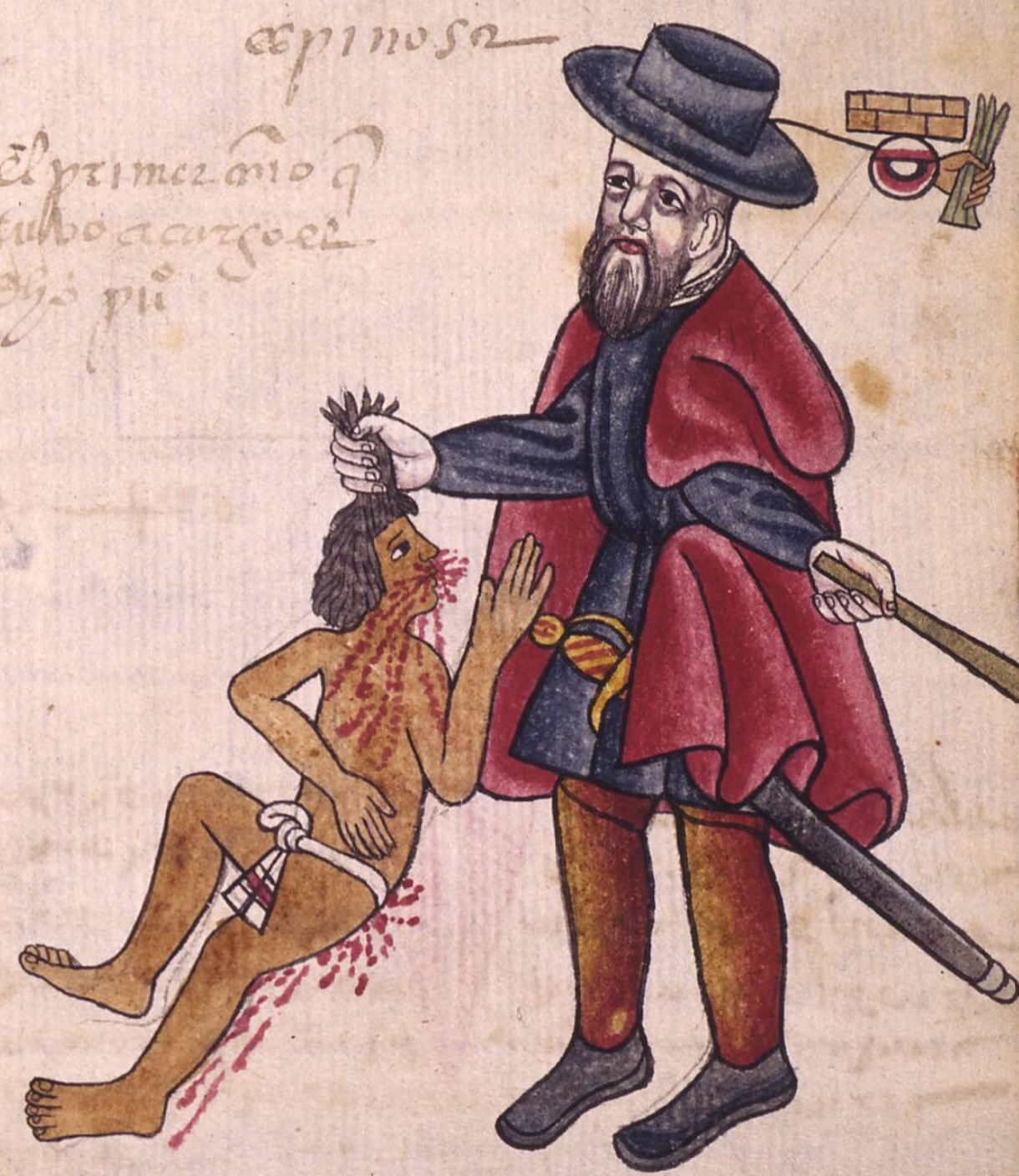
Códice Kingsborough: un encomendero abusa de un indígena. Copia del italiano Agostino Aglio 1825-1826, para Lord Kingsborough.

Después de la conquista del altiplano guatemalteco en 1524, se inició la etapa de fundación de encomiendas, para lo que se aglutinaban a las personas que acompañaban a los españoles con encomiendas o a algunas poblaciones dispersas que habían huido de la ocupación.  En algunas ocasiones se aglutinaban a personas hablantes de un mismo idioma o simplemente eran traídos de otros lugares para formar los nuevos poblados. Las fundaciones fueron ordenadas en 1538 a instancias del Obispo Francisco Marroquín por cédula que tuvo que reiterarse en 1541. El Oidor Juan Rogel Vásquez fue enviado por la Audiencia para hacer realidad la fundación de pueblos, encomendando éste a los religiosos de las órdenes regulares conocedores de los idiomas indígenas para dirigir la reducción, centrando su atención en las cabeceras de los señoríos.  
Las encomiendas no solamente organizaban a la población indígena como mano de obra forzada sino que era una manera de recompensar a aquellos españoles que se habían distinguido por sus servicios y de asegurar el establecimiento de una población española en las tierras recién descubiertas y conquistadas.  También servían como centro de culturización y de evangelización obligatoria pues los indígenas eran reagrupados por los encomenderos en pueblos llamados «Doctrinas», donde debían trabajar y recibir la enseñanza de la doctrina cristiana a cargo de religiosos de las órdenes regulares, y encargarse también de la manutención de los frailes.  El encomendero a cargo de la región de Atitlán fue el conquistador Sancho de Barahona luego de la muerte de Pedro de Alvarado.
En 1623, Pedro Núñez de Barahona —nieto del encomendero original Sancho de Barahona— tomó posesión oficial de la encomienda de Atitlán, comprendida por los pueblos de Santiago Atitlán, San Lucas Tolimán, San Pedro La Laguna, San Juan La Laguna, San Pablo La Laguna, Santa María Visitación, Santa Cruz La Laguna y San Marcos La Laguna, así como poblados que pertenecen al moderno departamento de Suchitepéquez.

### Tras la Independencia de Centroamérica
Tras la Independencia de Centroamérica según el Decreto del 11 de octubre de 1825 del Estado de Guatemala, el poblado fue asignado al Circuito de Atitlán, en el Distrito N.º 11 (Suchitepéquez) para la impartición de justicia; junto a San Pablo estaban en ese distrito Atitlán, Tolimán, Patulul, San Pedro La Laguna, Santa Clara La Laguna, la Visitación, San Marcos, San Miguelito, San Juan de los Leprosos y Santa Bárbara de La Costilla y La Grande.

### El efímero Estado de Los Altos

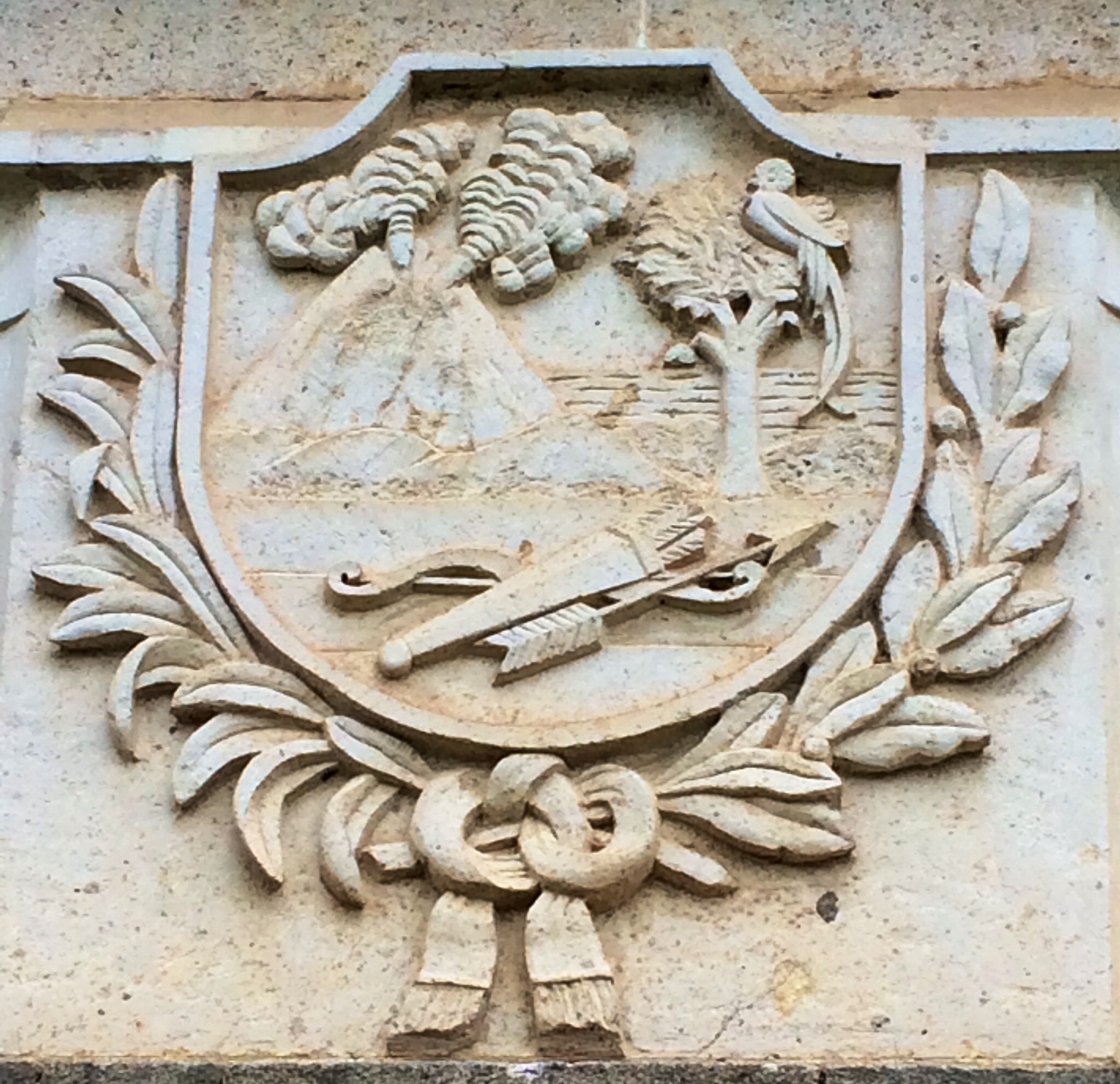
Escudo del Estado de los Altos

A partir dl 3 de abril de 1838, el poblado de San Pablo fue parte de la región que formó el efímero Estado de Los Altos, el cual fue autorizado por el Congreso de la República Federal de Centro América el 25 de diciembre de ese año forzando a que el Estado de Guatemala se reorganizara en siete departamentos y dos distritos independientes el 12 de septiembre de 1839:
- Departamentos: Chimaltenango, Chiquimula, Escuintla, Guatemala, Mita, Sacatepéquez, y Verapaz
- Distritos: Izabal y Petén[18]

El 25 de enero de 1840 tras meses de tensión se produjo la guerra entre ambos estados, y el general Rafael Carrera venció a las fuerzas del general Agustín Guzmán e incluso apresó a éste mientras que el general Doroteo Monterrosa venció a las fuerzas altenses del coronel Antonio Corzo el 28 de enero.  El gobierno quetzalteco colapsó entonces, pues aparte de las derrotas militares, los poblados indígenas abrazaron la causa conservadora de inmediato; al entrar a Quetzaltenango al frente de dos mil hombres, Carrera fue recibido por una gran multitud que lo saludaba como su «libertador».
Carrera impuso un régimen duro y hostil para los liberales altenses, pero bondadoso para los indígenas de la región —derogando el impuesto personal que les habían impuesto las autoridades altenses— y para los eclesiásticos restituyendo los privilegios de la religión católica. El 26 de febrero de 1840 el gobierno de Guatemala colocó a Los Altos bajo su autoridad y el 13 de agosto de nombró al corregidor de la región, el cual servía también como comandante general del ejército y superintendente.

### Tras la Reforma Liberal de 1871
Luego de la Reforma Liberal de 1871, el presidente de facto provisiorio Miguel García Granados dispuso crear el departamento de Quiché para mejorar la administración territorial de la República dada la enorme extensión del territorio de Totonicapán y de Sololá. De esta cuenta, el 12 de agosto de 1872 el departamento de Sololá perdió sus distritos de la Sierra y de Quiché y se vio reducido únicamente a los poblados de San Pablo La Laguna, la villa de Sololá, San José Chacallá, Panajachel, Concepción, San Jorge, San Andrés Semetabaj, Santa Lucía Utatlán, Santa Cruz, Santa Bárbara, San Juan de los Leprosos, Visitación, San Pedro, San Juan, Santa Clara, San Marcos, Atitlán, San Lucas Tolimán, San Antonio Palopó, Santa Catarina Palopó y Patulul.

### sigloXXI: tormenta Stan
El huracán Stan, azotó Guatemala como huracán de categoría I en los primeros días de octubre de 2005 y causó daños y pérdidas al país por unos mil millones de dólares, según un estudio de la Comisión Económica para América Latina y el Caribe (CEPAL). De acuerdo al informe, el huracán afectó directamente a catorce de los veintidós departamentos de Guatemala; además, provocó seiscientos setenta muertos, ochocientos cincuenta desaparecidos y tres millones y medio de damnificados.
Las lluvias continuas pusieron al descubierto el desastre medioambiental de Guatemala: las deforestadas montañas no soportaron los bolsones agua y humedad que en esos días se formaron provocando derrumbes y deslaves. La mayoría de los ríos que brotan en las depredadas montañas de la bocacosta, con sus cuencas casi sin vegetación y la pérdida de profundidad en sus causes, provocó que se desbordaran e inundaran amplias regiones cultivadas y decenas de comunidades rurales y cabeceras municipales en la franja costera del país. En la altiplanicie central y occidental, capas y pliegues de cerros y volcanes se derrumbaron destruyendo cientos de viviendas y la tragedia humana. De la parte alta de la cuenca del lago de Atitlán, los deslaves fueron continuos, arrastrando lodo, piedras, rocas y arena. El lago, que normalmente recibe las aguas negras de doce cabeceras municipales, fue inundado con un gran volumen de desechos que flotaron durante varios días.

## Economía
Las principales actividades que tiene el municipio es la agricultura y la artesanía. Por ser uno de los municipios ubicados a la orilla del turístico lago de Atitlán, el turismo es una de las principales fuentes de ingresos de sus habitantes, quienes aprovechan vendiendo artesanías.

### Agricultura
Los pobladores cosechan algunos cultivos tradicionales en todo el país como los granos básicos, frutas y verduras. Entre los cultivos más cosechados están:
- Maguey
- Maíz
- Frijol
- Café
- Cebolla
- Aguacate
- Banano

### Artesanía
Aprovechando la agricultura, también se siembran algunas plantas que sirven para crear artículos como el maguey para crear lazos, redes, hamacas y otros productos. Se elaboran todo tipo de productos de recuerdo para los visitantes y también utilidades básicas para el hogar como palanganas, jarros, etc.